# Шипилов, Василий Семёнович
Василий Семёнович Шипилов (07.08.1924-13.10.1991) — советский учёный в области ветеринарного акушерства и ветеринарной гинекологии, академик ВАСХНИЛ (1982).

## Биография
Родился в с. Закопы (сейчас — Каменский район Тульской области). В 1943—1944 гг. работал участковым зоотехником колхозов Жоховского сельсовета Подольского района Московской области.
Окончил Московскую ветеринарную академию (1949) и её аспирантуру (1953).
Ассистент (1953—1957), доцент (1957—1969), профессор (с 1969) Московской сельскохозяйственной академии им. К. А. Тимирязева. В 1976—1991 заведующий кафедрой зоогигиены, акушерства и ветеринарии.
Специалист в области ветеринарного акушерства и ветеринарной гинекологии.
Доктор ветеринарных наук (1969), профессор (1970), академик ВАСХНИЛ (1982).

## Труды
Соавтор многократно переиздававшегося учебника:
- Ветеринарное акушерство и гинекология: Учеб. для студентов высш. с.-х. учеб. заведений по спец. «Ветеринария» / Соавт.: А. П. Студенцов и др. — 6-е изд., испр. и доп. — М.: Агропромиздат, 1986. — 480 с.

Автор и соавтор книг:
- Физиологические основы профилактики бесплодия коров. — М.: Колос, —336 с.
- Как получить здоровый приплод / Соавт. В. П. Шишков. — М.: Знание, 1984. — 64 с. — (Новое в жизни, науке, технике. Сер. Сел. хоз-во; № 4).
- Послеродовая стимуляция половой функции коров / Соавт. В. А. Чирков. — Киев: Урожай, 1987. — 182 с.
- Практикум по акушерству, гинекологии и искусственному осеменению сельскохозяйственных животных: Учеб. пособие для студентов вузов по спец. «Ветеринария» и «Зоотехния» / Соавт.: Г. В. Зверева и др. — М.: Агропромиздат, 1988. — 335 с.

## Награды
Заслуженный деятель науки РСФСР (1984). Награждён орденами Трудового Красного Знамени (1973), «Знак Почета» (1965), золотой медалью им. К. И. Скрябина (1989), памятной медалью им. И. И. Иванова (1970), медалями СССР, ВДНХ.